# 염화 라듐
염화 라듐(Radium chloride, RaCl2)는 염소와 라듐의 화합물이다. 누런빛을 띤 흰색 결정으로 독성이 있는 방사성 물질이다. 물과 알코올에 녹으며, 피부와 살을 부식하는 작용이 있다. 먼저 순수한 형태로 분리된 라듐 화합물이며, 마리 퀴리가 바륨에서 처음 라듐을 분리하는데 기초한 한 것으로도 알려져 있다. 금속 라듐의 첫 단리는 수은 음극을 이용하여 염화 라듐 수용액을 전기분해함으로써 이루어졌다. 의료, 물리 연구, 발광 도료에 쓰인다.

## 조제법
염화 라듐은 이수화 물질로 용액에서 결정화하여 100°C의 열풍으로 1시간 가열한 후 520°C의 아르곤에서 5시간 30분을 넣어 탈수시킨다. 다른 음이온이 있는 경우는, 염화 수소를 넣어서 만들어 낸다.

## 특징
염화 라듐은 흰색 고체로 가열하면 청록색의 형광빛을 발한다. 다른 제2족 원소의 염화물에 비해 물에 용해하기 어렵고, 이 성질은 분별 결정화에 의해 바륨에서 라듐을 분리하는 첫 단계로 사용된다. 공비성(불변 끓음 혼합물) 염산에 약간 용해되지만, 염산에는 거의 녹지 않는다. 기체 상태의 염화 라듐은 다른 제2족 원소 할로겐화 물질과 마찬가지로 RaCl2 분자로 존재한다. 기체는 가시 광선 스펙트럼의 676.3nm와 649.8 nm (적색)에 강한 흡수를 나타낸다. 염소와 라듐 사이의 결합 해리 에너지는 2.9 전자볼트이며, 결합 길이는 292pm 추측되고 있다.

## 이용
염화 라듐은 지금도 우라니나이트에서 라듐을 추출할 때, 바륨에서 라듐을 분리하는 첫 단계에 이용되고 있다. 수 톤의 광석에서 추출할 수 있는 라듐은 몇 밀리그램이며, 브롬화 라듐이나 크롬 라듐을 사용하는 방법에 비해 많은 양의 광석을 처리하기 위해 수율은 좋지 않지만 싸다.